# Sotalbo
Sotalbo es un municipio y localidad española de la provincia de Ávila, en la comunidad autónoma de Castilla y León. Cuenta con una población de 245 habitantes (INE 2024). 

## Geografía
El municipio está situado a unos 35 kilómetros de Ávila, en pleno valle de Amblés, e incluye la dehesa de los Baldíos de Ávila, la sierra de los Baldíos y buena parte de la sierra de la Paramera. El término municipal está atravesado por la carretera N-502 en el pK 16 y en los pK 32-35 y por carreteras locales que comunican con Solosancho, Niharra y Mironcillo. Baña su término el río Picuezo. La altitud oscila entre los 2158 metros al sur (Pico Zapatero), en plena Sierra de la Paramera, y los 1090 metros a orillas del río Adaja. Comprende los barrios de Riatas, Palacio y Bandadas. La localidad capital del municipio está situada a una altitud de 1158 m s. n. m.
| Noroeste: Solosancho                  | Norte: Padiernos            | Noreste: Niharra y Mironcillo       |
| Oeste: Mengamuñoz y La Hija de Dios   |                             | Este: Riofrío y San Juan de la Nava |
| Suroeste: Cepeda la Mora y Navalacruz | Sur: San Juan del Molinillo | Sureste: Navalmoral de la Sierra    |

## Demografía
Sotalbo cuenta con una población de 245 habitantes (INE 2024).
| Gráfica de evolución demográfica de Sotalbo entre 1842 y 2021 |
| |
| Población de derecho según los censos de población del INE. Población de hecho según los censos de población del INE.En estos censos se denominaba Sotalvo: 1842, 1857, 1860, 1950, 1960, 1970, 1981 y 1991. |

## Cultura

### Patrimonio
Las casas del pueblo son de piedra y posee una iglesia del siglo XVI, en honor a la patrona del pueblo, Nuestra Señora de la Purificación.

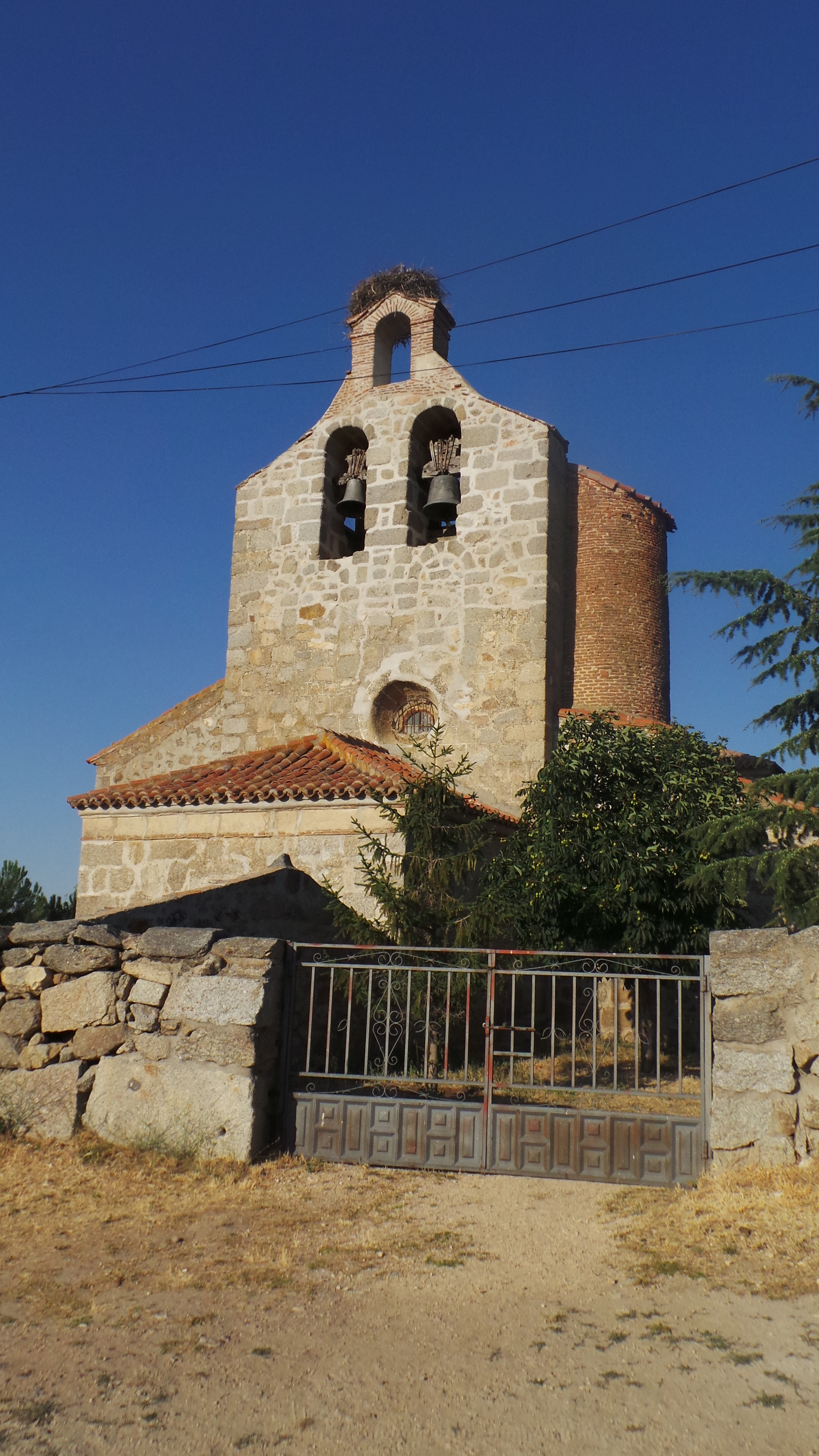
Iglesia de Nuestra Señora de la Purificación

Muy cerca de aquí se encuentra el castillo de Manqueospese que comparte leyenda con la muralla de Ávila, pues se cuenta que don Sancho Dávila no permitía que su hija Beatriz mantuviera relaciones de ningún tipo con el Conde de Sotalbo, por lo que solicitó del Rey que le desterrara de Ávila. El joven Conde construyó un castillo en la sierra desde el que los días claros de verano se asomaba para poder ver a su amada, que aguardaba en la muralla... y cada vez que subía pronunciaba las palabras «manqueospese la he de ver». Su construcción data del siglo XV, y perteneció al pueblo de Sotalbo hasta 1958, cuando fue cambiado por una zona de pastos por el entonces alcalde Valentín Martín, quien parece ser que compró al pueblo la parcela objeto del cambio a un precio bastante económico, por lo que ahora está enclavado en el término municipal de Mironcillo. 
Siguiendo el curso del río, encontramos una serie de molinos de agua, todos ellos con sus respectivos embalses, actualmente están en desuso. Hay además una zona de baño con piscina natural en desuso ya que se sustituyó por una piscina municipal desde la que se tiene una vista privilegiada de toda la sierra.
La Fuente de Aguas Frías es un manantial situado en medio de la sierra, a los pies del pico Zapatero, y que supone un punto de descanso si queremos pasear por esta zona.

### Otros
- Desde el pueblo sale un camino que asciende hasta el Pico Zapatero (Pico más alto de la Sierra de la Paramera).
- A escasos 3 km del pueblo, se encuentra el castro de Ulaca, de la Segunda Edad del Hierro.
- Villa romana de Pared de los Moros

### Leyenda
Cuenta la leyenda[cita requerida] que, antes de Sotalbo, existió un pueblo llamado Belchos a unos 2 km en dirección norte en el que todos los vecinos murieron celebrando un banquete. Las muertes se atribuyeron al hecho de que una salamanquesa se introdujo en el agua para el guiso.
Más tarde, pasó por el lugar una familia cuyos tres hijos no se llevaban bien entre sí, por lo que construyeron casas separadas que posteriormente darían lugar a los tres anexos (Riatas, Bandadas y Palacios) y al pueblo.[cita requerida]

### Fiestas
- 2 de febrero, Las Candelas.
- Lunes de Pentecostés, La fiesta de las Mayordomas.
- El penúltimo fin de semana de julio, Fiestas de Verano organizadas por la "Peña".